# Diestramima intermedia
Diestramima intermedia är en insektsart som beskrevs av Liu och Zhang 2001. Diestramima intermedia ingår i släktet Diestramima och familjen grottvårtbitare. Inga underarter finns listade i Catalogue of Life.